# Discografia di Myss Keta
Questa è la discografia di Myss Keta,  cantautrice e rapper italiana.

## Album

### Album in studio
| Anno | Titolo                                                                    | Classifiche | Certificazione ITA |
| Anno | Titolo                                                                    | ITA         | Certificazione ITA |
| ---- | ------------------------------------------------------------------------- | ----------- | ------------------ |
| 2018 | Una vita in Capslock - Pubblicato: 20 aprile - Etichetta: Universal Music | -           | -                  |
| 2019 | Paprika - Pubblicato: 29 marzo - Etichetta: Universal Music               | 12          | -                  |
| 2022 | Club Topperia - Pubblicato: 27 maggio - Etichetta: Universal Music        | 51          | -                  |
| 2025 | . - Pubblicato: 17 gennaio - Etichetta: Universal Music                   | 65          | -                  |

### Mixtape
| Anno | Titolo                         | Classifiche | Certificazione ITA |
| Anno | Titolo                         | ITA         | Certificazione ITA |
| ---- | ------------------------------ | ----------- | ------------------ |
| 2016 | L'angelo dall'occhiale da sera | -           | -                  |

### Raccolte
| Anno | Titolo                                            | Classifiche | Certificazione ITA |
| Anno | Titolo                                            | ITA         | Certificazione ITA |
| ---- | ------------------------------------------------- | ----------- | ------------------ |
| 2016 | L'angelo dall'occhiale da sera: Col cuore in gola | -           | -                  |

### Extended play
| Anno | Titolo                                                                          | Classifiche | Certificazione ITA |
| Anno | Titolo                                                                          | ITA         | Certificazione ITA |
| ---- | ------------------------------------------------------------------------------- | ----------- | ------------------ |
| 2017 | Carpaccio ghiacciato - Pubblicato: 23 giugno - Etichetta: La Tempesta           | -           | -                  |
| 2020 | Il cielo non è un limite - Pubblicato: 13 novembre - Etichetta: Universal Music | -           | -                  |

## Singoli

### Come artista principale
| Anno | Titolo                                                                                                 | Classifiche | Certificazione ITA | Album di provenienza                              |
| Anno | Titolo                                                                                                 | ITA         | Certificazione ITA | Album di provenienza                              |
| ---- | --- | ----------- | ------------------ | ------------------------------------------------- |
| 2013 | Milano, sushi & coca                                                                                   |             |                    | L'angelo dall'occhiale da sera: Col cuore in gola |
| 2014 | Illusione distratta                                                                                    |             |                    | L'angelo dall'occhiale da sera: Col cuore in gola |
| 2015 | In gabbia (non ci vado)                                                                                |             |                    | L'angelo dall'occhiale da sera: Col cuore in gola |
| 2015 | Fighecomeilpanico                                                                                      |             |                    | L'angelo dall'occhiale da sera: Col cuore in gola |
| 2015 | Burqa di Gucci                                                                                         |             |                    | L'angelo dall'occhiale da sera: Col cuore in gola |
| 2015 | Le ragazze di Porta Venezia                                                                            |             |                    | L'angelo dall'occhiale da sera: Col cuore in gola |
| 2016 | Musica elettronica                                                                                     |             |                    | L'angelo dall'occhiale da sera: Col cuore in gola |
| 2017 | Xananas                                                                                                |             |                    | Carpaccio ghiacciato                              |
| 2018 | Una vita in Capslock                                                                                   |             |                    | Una vita in Capslock                              |
| 2018 | Stress                                                                                                 |             |                    | Una vita in Capslock                              |
| 2018 | Botox                                                                                                  |             |                    | Una vita in Capslock                              |
| 2018 | Una donna che conta                                                                                    |             |                    | Una vita in Capslock                              |
| 2018 | Monica                                                                                                 |             |                    | Una vita in Capslock                              |
| 2018 | You Be (Opulenza Remix) (feat. Jerry Bouthier e Club Domani)                                           |             |                    | -                                                 |
| 2019 | Main Bitch                                                                                             |             |                    | Paprika                                           |
| 2019 | Pazzeska (feat. Guè)                                                                                   | 97          |                    | Paprika                                           |
| 2019 | La casa degli specchi (con Gabry Ponte)                                                                |             |                    | Paprika                                           |
| 2019 | Le ragazze di Porta Venezia - The Manifesto (feat. La Pina, Elodie, Priestess, Joan Thiele e Roshelle) |             |                    | Paprika                                           |
| 2020 | Giovanna Hardcore                                                                                      |             |                    | Il cielo non è un limite                          |
| 2020 | Due |             |                    | Il cielo non è un limite                          |
| 2022 | Finimondo                                                                                              | 7           |                    | Club Topperia                                     |
| 2022 | Scandalosa                                                                                             |             |                    | Club Topperia                                     |
| 2023 | Profumo                                                                                                |             |                    | Club Topperia                                     |
| 2023 | Condannata a danzare                                                                                   |             |                    | -                                                 |
| 2024 | Vogliono essere me                                                                                     |             |                    | .                                                 |
| 2024 | Nevrotika                                                                                              |             |                    | .                                                 |
| 2025 | 160BPM                                                                                                 |             |                    | .                                                 |
| 2025 | Sinner                                                                                                 |             |                    | .                                                 |

### Come artista ospite
- 2019 – Adoro (Il Pagante feat. Myss Keta)
- 2019 – DJ di m**** (Lo Stato Sociale feat. Arisa e Myss Keta)
- 2020 – LTM (Paola Iezzi feat. Myss Keta)
- 2020 – House of Keta (Populous feat. Myss Keta e Kenjii)
- 2020 – Faccio soldi (Mike Lennon feat. Myss Keta)
- 2021 – Matrimonio Gipsy (Carl Brave feat. Myss Keta, Speranza)
- 2022 – Devastante (Il Pagante feat. Myss Keta)
- 2023 – Smorfiosa (con Banana, Myss Keta, Crookers e Dumbblonde)
- 2023 – Maledetto (Severino Panzetta e Giacomo Moras feat. Myss Keta)
- 2024 – Con le mani al cielo (Gabry Ponte feat. Myss Keta)
- 2025 – Guten Morgen (Greg Willen con Myss Keta)

## Collaborazioni
- 2016 – Stile libero (Gaia Galizia feat. Myss Keta in Episodio 1: Piombo)
- 2019 – Kiss Kiss Kiss (Myss Keta & Riva in SuONO - The Italian Indie Tribute to Yoko Ono)
- 2019 – Depre (Subsonica feat. Myss Keta in Microchip temporale)
- 2020 – Non succederà più (Elettra Lamborghini feat. Myss Keta in Twerking Queen (el resto es nada))
- 2020 – La metro eccetera (Sparber NYC MTA Mix) (Riva feat. Myss Keta in LB/E La bellezza eccetera)
- 2020 – Brigitte RMX (Priestess feat. Myss Keta in Rendez-vous)
- 2021 – Dulce de leche (Myss Keta remix) (Boyrebecca feat. Myss Keta)
- 2021 – Ravioli (Tortellini Remix) (Katya feat. Myss Keta in Vampire Fitness (Remixed))
- 2021 – Hit or MYSS (TY1 feat. Myss Keta in Djungle)
- 2021 – Lesbo chic (Beba con Myss Keta in Crisalide)
- 2021 – La cassa spinge 2021 (Fedez feat. Crookers, Myss Keta, Dargen D'Amico in Disumano)
- 2022 – Suv (Wayne Santana con Myss Keta & Pyrex in Succo di zenzero, vol. 2)
- 2022 – How To (Dani Faiv feat. Myss Keta in Faiv)
- 2022 – Hamtaro piccoli criceti, grandi avventure (Cristina D'Avena feat. Myss Keta in 40 - Il sogno continua)[5]
- 2024 – Touchdown (BigMama feat. Myss Keta in Sangue)
- 2025 – Hype (nuoveindagini) (Neffa feat. Fabri Fibra e Myss Keta in Canerandagio parte 1)